# Mundafolket
Mundafolket är ett Adivasifolk på högplatån Chota Nagpur i östra Indien och Bangladesh. Deras antal uppskattades till omkring 9 miljoner i slutet på 1900-talet. De talar språket mundari.